# 葉虱酸
叶虱酸，又称三十三酸，是一种饱和脂肪酸。这个罕见的脂肪酸出现于昆虫蜡、介壳虫的蜡、蜜蜂的蜂胶和几种植物中。它的英文名称——psyllic acid源自赤阳木虱（Psylla alni）。

## 碱式盐
混合叶虱酸的醇溶液和碱金属的氢氧化物时，会有叶虱酸的碱式盐沉淀。往叶虱酸的醇溶液加入硝酸银或氯化钡的水醇溶液时，会得到该酸的银盐或钡盐。以下盐已得到分析：C33H65O2Na、C66H130O4Ba和C33H65O2Ag。木虱蜡可以被氢氧化钾的醇溶液和氢溴酸水解。

## 营养来源
叶虱酸出现于枸杞中。